# Mahavira

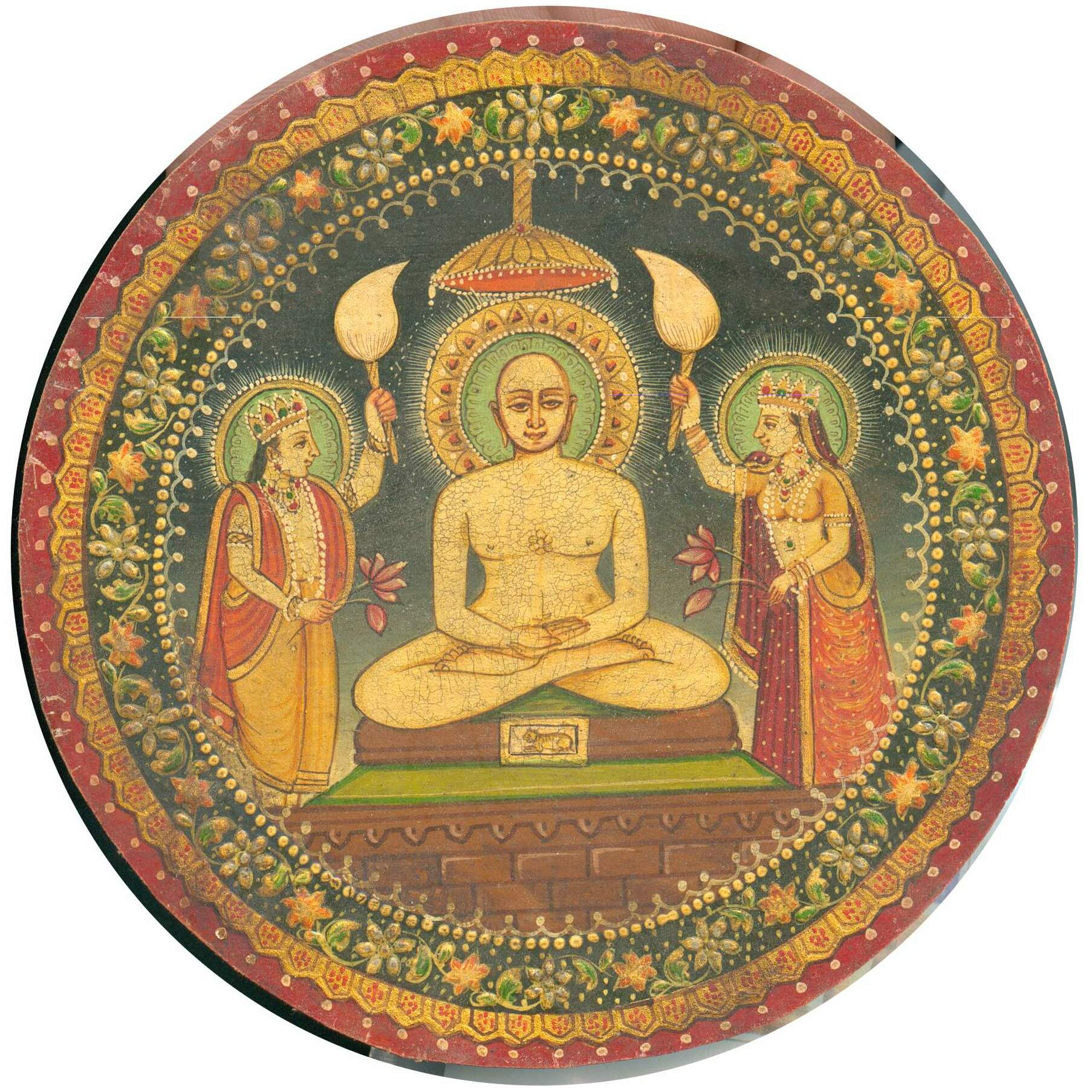
Pintura de Majavirá (en Rayastán, aprox. 1900).

Mahavira (en sánscrito: महावीर), también conocido como Vardhamāna, fue el vigésimo cuarto tirthankara (supremo predicador) del jainismo, y responsable de su reavivamiento.

## Contexto histórico
Fue el sucesor espiritual del tirthankara Parshvanatha. Expuso las enseñanzas espirituales, filosóficas y éticas de los tīrthankaras anteriores de la remota era pre-védica. En la tradición jainista, se cree que Mahavira nació a principios del siglo VI a. C. en una familia real Kshatriya en la actual Bihar, India. Abandonó todas las posesiones mundanas a la edad de 30 años y dejó el hogar en busca de un despertar espiritual, convirtiéndose en asceta. Mahavira practicó meditación intensa y austeridades severas durante 12 años, después de lo cual se cree que alcanzó el estado de Kevala Jnana (omnisciencia). Predicó durante 30 años y los Jainistas creen que alcanzó el moksha (liberación) en el siglo VI a. C., aunque el año varía según la secta. Los estudiosos como Karl Potter consideran su biografía incierta; algunos sugieren que vivió en el siglo V a. C., al mismo tiempo que Buda. Mahavira alcanzó el nirvana a la edad de 72 años, y su cuerpo fue incinerado. 
Después de alcanzar el Kevala Jnana, Mahavira enseñó que la observancia de los votos de ahimsa (no violencia), satya (verdad), asteya (no robar), brahmacharya (castidad) y aparigraha (no apego) es necesaria para la liberación espiritual. Enseñó los principios de Anekantavada (realidad de muchos lados), syadvada y nayavada. Las enseñanzas de Mahavira fueron compiladas por Indrabhuti Gautama (su principal discípulo) con el título de Jain Agamas. Se cree que los textos, transmitidos oralmente por los monjes jainistas, se perdieron en gran parte hacia el siglo I (cuando fueron transcritos por primera vez en la tradición svetambara). Las versiones sobrevivientes de los Agamas enseñados por Mahavira son algunos de los textos fundamentales del jainismo svetambara, pero su autenticidad es cuestionada en el jainismo digambara.
Mahavira se representa generalmente en una postura meditativa sentada o de pie, con el símbolo de un león debajo de él. Su iconografía más temprana proviene de sitios arqueológicos en la ciudad de Mathura, en el norte de la India, y data del siglo I a. C. al siglo II d. C. Su nacimiento se celebra cada año con el nombre de Mahavir Jayanti, en un festival que se realiza el día 13 del mes de chaitra del calendario indio. Además muchos jainistas, como Diwali, conmemoran el nirvana (iluminación) y la primera shishya (iluminación espiritual) de Shri Gautama Swami (el principal discípulo de Mahavira).

## Datación
Actualmente su cumpleaños se celebra como el Majavirá Yaianti.
Según la tradición, Majavirá nació a las 4:00 de la madrugada del día 13 después de la luna nueva del mes hindú de chaitra (marzo-abril).
Majavirá falleció en el día de Dīpavali (la fiesta hinduista de las lámparas, que se festeja el día de luna nueva del mes de kártika, que equivale a octubre-noviembre de nuestro calendario), en el área conocida como Pawapuri. Los yainas festejan esta fecha como el día en que Majavirá alcanzó el mokṣa (la liberación).
El año se discute, de acuerdo con cada tradición.

### Según los estudiosos actuales
Según los estudiosos actuales, los años más aceptados son:
- Nacimiento: día 13 de la luna nueva de chaitra del 549 a. C.,[5] que según el calendario gregoriano cayó el día 16 de abril.[6]
- Fallecimiento: a los 72 años de edad, en el día de Diwali (el primer día del mes de kārttika) del año 477 a. C.,[5] que ese año cayó el 10 de noviembre.[7]

### Según los yainas digambaras
- Nacimiento: día 13 de la luna nueva de chaitra del 615 a. C.
- Fallecimiento: a los 72 años de edad, en el año 510 a. C.[8]

### Según los yainas shueta-ambaras
- Nacimiento: día 13 de la luna nueva de chaitra del 599 a. C.,[9]
- Fallecimiento: a los 72 años de edad, en el año 527 a. C.[8]

## Leyenda
Era hijo del rey Siddharta de Kundagrama, una región en el actual estado de Bijar (India).
Tanto su padre como su madre eran chatrías (es decir, formaban parte de la segunda de las cuatro castas, de guerreros y políticos).
Su padre le puso el nombre Vardhamāna (‘que aumenta’) porque su riqueza personal había comenzado a crecer justo después de la concepción del niño.
Majavirá enseñaba a sus discípulos que después de su parto, el dios Indra lo había tomado de su madre Triśala, lo había bañado en la leche divina de la vaca Surabhi, con los rituales adecuados para el último Tirthankar (el número 24) que existiría en el mundo, y luego se lo devolvió a los brazos de su madre.
Majavirá fue contemporáneo de Buda Gautamá, que tradicionalmente se creyó que había vivido entre el 563 y el 483 a. C., pero desde mediados del siglo XX se cree que vivió entre el 480 y el 400 a. C.). Como Buda, Majavirá creó una religión cuya influencia se ha mantenido viva en la India hasta la actualidad.
Se cree que la historia de su vida está íntimamente «relacionada» con la de Siddhārtha Gautamá. Igual que en la vida de Gautama, Vardhamāna vivió hasta los 29 años como un príncipe, luego abandonó sus posesiones materiales en el lapso de un año y pasó veinte años como un asceta desnudo. En este punto, llegó a tener 400 000 seguidores.
Igualmente había sucedido con su antecesor, Parsuá (siglo VIII a. C.), el tirthankara 23, que vivió como un príncipe guerrero hasta los 30 años, y después renunció al mundo y se convirtió en ermitaño.
Hoy se cuentan unos cuatro millones de yainas en la India, sobre todo en el área de Bombay.

## Significado de su nombre
Mahāvīra significa ‘gran héroe’. En los textos yainas se lo conoce también como:
- Vīra (potente),
- Vīraprabhú (potente señor),
- Ativīra (muy potente),
- Sanmati (completamente inteligente) y
- Jñat Putra (hijo de Gñat).

En las escrituras del budismo theravada se lo nombra como Niggantha Nathaputta, ‘el asceta desnudo del clan Jñātr’.
Vira significa vencedor. Mahavira, el gran vencedor, el que se vence a sí mismo. La "A" corta no se pronuncia en sánscrito cuando va al final de la palabra por lo que el nombre se pronuncia Majaavir. Sin separar las aa, pronunciándola como una sola más larga.

## Enseñanzas
Majavirá centró su atención en la búsqueda de una salida al ciclo interminable de reencarnaciones que enseñaba el hinduismo.
Según Majavirá, el alma se reencarna porque contiene una parte material e impura. Para liberar el alma de toda contaminación material, hay que practicar un ascetismo muy estricto, la meditación intensa y el control riguroso de las pasiones. La liberación depende, entonces, según este punto de vista del esfuerzo personal y no de los sacerdotes o de los dioses. Si el alma consigue liberarse de sus impurezas, no volverá a encarnarse y gozará al fin de un eterno descanso.
Hubo yainas que convivieron en comunidades religiosas, sin demasiada organización, pero sometidos a unas prohibiciones muy claras: no podían ejercer violencia contra ningún ser vivo, ni robar, mantener relaciones sexuales o tener propiedades. También había yainas que no vivían en comunidades religiosas. Estos podían tener pareja y poseer algunos bienes materiales: los que fueran indispensables para llevar una vida casta y sencilla.
En la actualidad, dentro del yainismo, existe el credo de los digambaras cuyos miembros son hombres que, al igual que Majavirá, practican el ascetismo en la forma de nudismo religioso.
En sus enseñanzas, empleó frecuentemente el principio de relativismo conocido como Anekantavada.